# Jimgerdemannia
Jimgerdemannia (Trappe & Gerd.) Trappe, Desirò, M.E. Sm., Bonito & Bonito & Bidart. – rodzaj grzybów z typu Mucoromycota. Grzyby ektomykoryzowe.

## Systematyka
Pozycja w klasyfikacji według Index Fungorum: Endogonaceae, Endogonales, Incertae sedis, Endogonomycetes, Mucoromycotina, Mucoromycota, Fungi.
Takson utworzyli James Trappe, Alessandro Desirò, Matthew E. Smith, Gregory Bonito i Martin I. Bidartondo w 2017 r. Typem nomenklatorycznym jest Jimgerdemannia flammicorona (Trappe & Gerd.) Trappe, Desirò, M.E. Sm., Bonito & Bidartondo 2017. Rodzaj Jimgerdemanniadla utworzono sla kilku gatunków dawniej należących do ro0dzaju Endogone, gdyż w wyniku badań filogenetycznych rodzaj ten okazał się polifiletyczny.
Gatunki:
- Jimgerdemannia ambigua Koh. Yamam., Degawa & A. Yamada 2020
- Jimgerdemannia flammicorona (Trappe & Gerd.) Trappe, Desirò, M.E. Sm., Bonito & Bonito & Bidart. 2017
- Jimgerdemannia lactiflua (Berk. & Broome) Trappe, Desirò, M.E. Sm., Bonito & Bidart. 2017

Nazwy naukowe według Index Fungorum
W Polsce występują J. flammicorona i J. lactiflua (podane pod nazwami Endogone flammicorona i Endogone lactiflua).